# Tanville
Tanville és un municipi francès situat al departament de l'Orne i a la regió de Normandia. L'any 2007 tenia 264 habitants.

## Demografia

### Població
El 2007 la població de fet de Tanville era de 264 persones. Hi havia 96 famílies de les quals 24 eren unipersonals (4 homes vivint sols i 20 dones vivint soles), 28 parelles sense fills, 40 parelles amb fills i 4 famílies monoparentals amb fills.
La població ha evolucionat segons el següent gràfic:
Habitants censats

### Habitatges
El 2007 hi havia 130 habitatges, 100 eren l'habitatge principal de la família, 23 eren segones residències i 7 estaven desocupats. 125 eren cases i 1 era un apartament. Dels 100 habitatges principals, 82 estaven ocupats pels seus propietaris i 18 estaven llogats i ocupats pels llogaters; 1 tenia una cambra, 9 en tenien dues, 8 en tenien tres, 32 en tenien quatre i 50 en tenien cinc o més. 76 habitatges disposaven pel capbaix d'una plaça de pàrquing. A 45 habitatges hi havia un automòbil i a 46 n'hi havia dos o més.

### Piràmide de població
La piràmide de població per edats i sexe el 2009 era:
| Homes | Edats   | Dones |
| ----- | ------- | ----- |
| 0     | 95 o +  | 0     |
| 0     | 90 a 94 | 0     |
| 0     | 85 a 89 | 4     |
| 0     | 80 a 84 | 8     |
| 4     | 75 a 79 | 4     |
| 0     | 70 a 74 | 4     |
| 4     | 65 a 69 | 4     |
| 0     | 60 a 64 | 4     |
| 8     | 55 a 59 | 4     |
| 4     | 50 a 54 | 4     |
| 4     | 45 a 49 | 12    |
| 8     | 40 a 44 | 12    |
| 20    | 35 a 39 | 16    |
| 8     | 30 a 34 | 8     |
| 8     | 25 a 29 | 8     |
| 0     | 20 a 24 | 0     |
| 4     | 15 a 19 | 12    |
| 12    | 10 a 14 | 12    |
| 28    | 5 a 9   | 12    |
| 12    | 0 a 4   | 8     |

## Economia
El 2007 la població en edat de treballar era de 174 persones, 124 eren actives i 50 eren inactives. De les 124 persones actives 122 estaven ocupades (60 homes i 62 dones) i 2 estaven aturades (1 home i 1 dona). De les 50 persones inactives 22 estaven jubilades, 19 estaven estudiant i 9 estaven classificades com a «altres inactius».

### Ingressos
El 2009 a Tanville hi havia 99 unitats fiscals que integraven 249 persones, la mediana anual d'ingressos fiscals per persona era de 15.895 €.

### Activitats econòmiques
Dels 8 establiments que hi havia el 2007, 1 era d'una empresa alimentària, 3 d'empreses de construcció, 1 d'una empresa de comerç i reparació d'automòbils, 1 d'una empresa immobiliària, 1 d'una empresa de serveis i 1 d'una entitat de l'administració pública.
Els 2 serveis als particulars que hi havia el 2009 eren fusteries.
L'únic establiment comercial que hi havia el 2009 era una fleca.
L'any 2000 a Tanville hi havia 15 explotacions agrícoles que ocupaven un total de 765 hectàrees.

## Equipaments sanitaris i escolars
El 2009 hi havia una escola elemental integrada dins d'un grup escolar amb les comunes properes formant una escola dispersa.

## Poblacions més properes
El següent diagrama mostra les poblacions més properes.